# Abraham Borissowitsch Derman
Abraham Borissowitsch Derman (russisch Абрам Борисович Дерман / Abram Borissowitsch Derman; wiss. Transliteration Abram Borisovič Derman; geboren 1880; gestorben 1952) war ein sowjetischer Literaturkritiker und Romancier. Er verfasste verschiedene biographische Werke, darunter solche über andere Schriftsteller und zum Theater.
Zu seinen Hauptwerken zählen Michail Semjonowitsch Schtschepkin / Михаил Семенович Щепкин (1937), Anton Pawlowitsch Tschechow / Антон Павлович Чехов (1939), Der Fall des Igumenen Parfeni / Дело об игумене Парфении (1941), W. G. Korolenkos Leben / Жизнь В. Г. Короленко (1946; dt. 1947), Die Meisterschaft Tschechows / О мастерстве Чехова (1953).
Verschiedene Berichte im Schwarzbuch über den Holocaust in Russland hat er zum Druck vorbereitet.